# WXM86
WXM86（162.550MHz）是位于北马里亚纳群岛的一个灾害预警广播电台，由美国国家气象局开办，属于NOAA气象广播的一部分。电台发射地位于塞班岛的塔波查山，覆盖塞班岛和天宁岛，节目由位于关岛的WXM85提供。

## 覆盖地区代码
- 罗塔岛：069100
- 塞班岛：069110
- 天宁岛：069120